# Euphorbia mossambicensis
Euphorbia mossambicensis är en törelväxtart som först beskrevs av Johann Friedrich Klotzsch och Christian August Friedrich Garcke, och fick sitt nu gällande namn av Pierre Edmond Boissier. Euphorbia mossambicensis ingår i släktet törlar, och familjen törelväxter. Inga underarter finns listade i Catalogue of Life.